# Ligue démocratique nationale
La Ligue démocratique nationale (Lega Democratica Nazionale) est un ancien parti politique italien né en 1905. C'est un mouvement d'inspiration catholique fondé par Romolo Murri (1870–1944), un homme politique et d'Église promoteur du modernisme catholique. Son premier président est Giuseppe Fuschini (1883-1949). La revue Azione democratica est l'organe officiel de la Ligue.

## Histoire
Ni Murri ni Fuschini ne peuvent participer au premier congrès du mouvement qui se tient à Milan les 15 et 16 septembre 1906 : deux mois plus tôt, le 28 juillet, le pape Pie X avait publié l'encyclique Pieni l'animo. Le souverain pontife, déplorant « l'inspiration d'insubordination et d'indépendance qui se manifeste ici et là au sein du clergé », a préventivement interdit aux prêtres (comme Murri) de participer à des activités politiques non coordonnées par voie hiérarchique. Il a en particulier interdit l'adhésion à la Ligue  démocratique nationale de Murri et Fuschini.
Après celui de Milan, la Ligue démocratique nationale tient deux autres congrès : à Rimini (du 6 au 8 septembre 1908) et à Imola (en septembre 1910).
En 1909, Murri est élu à la chambre des députés du royaume d'Italie sur la liste de la Ligue démocratique. Au congrès de 1910 apparaît une fracture au sein du mouvement : d'un côté Murri, qui soutient des idées proches de celles de la gauche, et de l'autre l'aile droite. L'année suivante, une « assemblée constituante » du mouvement est convoqué à Florence. Murri est mis en minorité et la Ligue démocratique nationale adopte une ligne de fidélité orthodoxe à l'Église.
En 1911, Eligio Cacciaguerra, Eugenio Vaina (romagnoli) et Mario Tortonese refondent le mouvement à Florence et le baptisent « Ligue démocrate-chrétienne» (Lega Democratico-Cristiana).

## Source de la traduction
- (it) Cet article est partiellement ou en totalité issu de l’article de Wikipédia en italien intitulé « Lega Democratica Nazionale » (voir la liste des auteurs).